# Орловский вестник
«Орло́вский ве́стник» — орловское еженедельное печатное издание. На сегодняшний день позиционирует себя как «газета общественной жизни, литературы и политики».

## История

### Дореволюционный период
Первый номер частной газеты «Орловский вестник» вышел 12 января 1873 года (на тот момент газета носила название «Орловский справочный листок»). Редактором и издателем «справочного листка» был преподаватель военной гимназии Бахтина статский советник А. С. Тарачков. В марте 1876 года газета получила новое название — «Орловский вестник». Изменению названия поспособствовал новый её издатель, филолог и тоже преподаватель военной гимназии, А. Чудинов. Ещё в 1872 году Чудинов предлагал издавать газету под этим названием, разработал её программу, но МВД сочло нужным отклонить его инициативу.
Газета «Орловский вестник» была общественным, литературным и политическим изданием. В первые годы своего существования она выходила два раза в неделю: по четвергам и воскресеньям, а с 1881 года стала издаваться ежедневно. На страницах «Орловского вестника» можно было найти новости экономической и общественно-политической жизни Орловской губернии и всей России, а также произведения орловских литераторов. Именно в «Орловском вестнике» начал свою литературную деятельность известный писатель И. А. Бунин, работавший в газете в 1889-1892 годах. В 1896 году «вестник» впервые опубликовал перевод произведения «Песнь о Гайавате», сделанный Буниным.
В период революционных событий 1905-1907 годов цензура неоднократно прекращала деятельность «Орловского вестника» за антиправительственные публикации.

### Гражданская война
В феврале 1918 года, с окончательным установлением в Орле советской власти, газета «Орловский вестник» была надолго закрыта. 13 октября 1919 года в Орёл вступили корниловские части белогвардейской Добровольческой армии. В качестве официального печатного органа Добровольческой армии был выбран «Орловский вестник».
Типография восстановленного издания во главе с неким Абросимовым обосновалась по адресу: ул. Болховская, дом Домогатского. На титульном листе содержалась краткая информация о дальнейших выпусках газеты:
Газета будет выходить ежедневно, кроме дней послепраздничных.

Оперативная сводка будет даваться регулярно только с Орловского фронта, а с остальных, по восстановлении регулярного сообщения с Югом.

Ввиду спешности составления номера, он выходит в несколько хаотическом виде. По мере выпуска дальнейших номеров, газета примет более усовершенствованный вид.

В качестве белогвардейской газеты «Орловский вестник» вышел лишь единожды — 19 октября 1919 года. В номере был напечатан ряд статей, посвящённых Добровольческой армии, несколько стихотворений, отчёты о происходящих в городе событиях. На следующий день белые приняли решение об оставлении Орла. На этом существование «вестника» прекратилось на долгие годы.

## Современное издание
Газета возобновила свою деятельность в 1991 году, и с этого момента продолжает существовать. В бытность Е. С. Строева губернатором Орловской области оказывала ему поддержку.
Осенью 2009 года редакция «Орловского вестника» подала заявление на приостановку деятельности газеты, однако эта приостановка носила лишь временный характер. С апреля 2010 года выпуск издания был продолжен.